# Howard Buten
Howard Buten, né le 28 juillet 1950 à Détroit (Michigan) et mort le 3 janvier 2025 à Plomodiern (Finistère), est un psychologue spécialiste de l'autisme, écrivain, acteur et clown américain. Il s'est fait connaître par ses livres et en tant qu'artiste de scène, sous les traits de Buffo.

## Biographie
Le grand-père paternel, Joseph Butensky, né autour de 1880, accompagné de son épouse Célia et de leurs quatre enfants, arrive d'un shtetl de Lituanie, via Ellis Island et s'installe à Détroit. Il devient chiffonnier pour nourrir sa famille. Célia ne parle que le yiddish. Leur premier enfant né aux États-Unis en 1915, Ben Butensky, est le père d'Howard. Il devient avocat pour défendre son frère ainé, Jack, membre d'un gang sévissant entre Chicago et Détroit, le Purple Gang. Plus tard, Howard se lance dans une recherche historique sur le Purple Gang et sur l'affaire de son oncle Jack. L'article est publié dans un grand quotidien de Détroit. À l'âge de 30 ans, Ben Butensky devient constructeur et conseiller juridique.
Côté maternel, la famille est juive, également originaire de Lituanie. Jusqu'à 16 ans, sa mère, Dorothy Fleischer, née en 1917, fait une carrière d'artiste de music-hall, chantant et dansant, et accompagnée au piano par sa sœur Marion. Les Sœurs Fleischer se produisent dans les cabarets de Détroit. Elle donnera des leçons de claquettes à son fils, Howard. Elle a travaillé dans un cabinet médical à partir de l'âge de 50 ans à Détroit puis Miami.
Howard Buten suit des études de psychologie. En 1974, marqué par sa rencontre avec un jeune autiste, Adam Shelton, il devient un spécialiste reconnu de ces enfants. Il fonde en 1996, en France, un institut médico-éducatif (IME) — le centre Adam Shelton — accueillant des jeunes autistes à Saint-Denis,.
Il commence par connaître le succès avec ses romans : Quand j'avais cinq ans je m'ai tué et Le Cœur sous le rouleau compresseur.

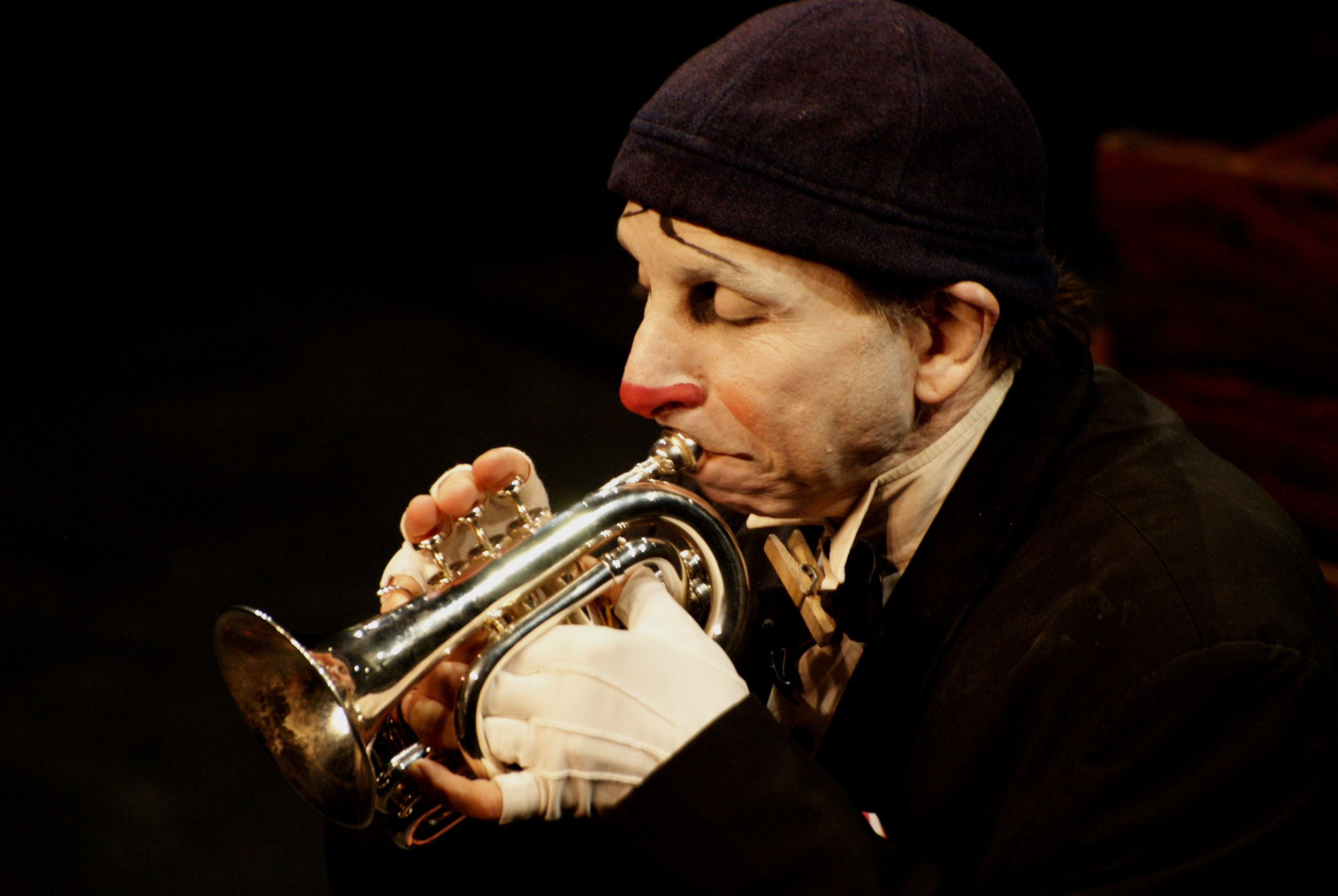
Howard Buten, alias Buffo, en 2008.

Parallèlement, il suit les cours de l’école de clown de Barnum & Bailey avant de faire le tour de l’Amérique avec le cirque Bartok pendant deux ans. En 1972, il crée le personnage du clown Buffo et enchaine les spectacles basés à partir d'improvisations jouées en public, jusqu'en janvier 2011. Inspiré par la méthode du clown suisse Grock, Howard Buten ne crée pas des spectacles différents avec son personnage de clown mais « perfectionne à l’infini un seul numéro qui évolue au fil des années ». En 1998, Buffo reçoit le Molière du meilleur one man show.
Il est fait chevalier des Arts et des Lettres en 1991. Son dernier livre Howard Buten Buffo date de 2005. Le DVD Tout Buffo reflète cette activité.
Il accompagne et conseille la violoncelliste Claire Oppert dans sa démarche de musicothérapie auprès des autistes,.
Howard Buten a aussi joué un rôle significatif dans le projet Koschise, un centre d'études dédié à la communication des enfants autistes, qu'il a co-fondé en 1990 en collaboration avec Romain Philippe Pomedio. Le centre Koschise se concentre sur le développement de techniques d'imitation basées sur les neurones miroirs pour favoriser l'empathie chez les enfants autistes,. Au sein de Koschise, les recherches se sont orientées vers l'application de méthodes qui aident à améliorer la communication et les interactions sociales des enfants autistes. Dans son livre Il y a quelqu'un là-dedans (2003), Buten aborde l'autisme et ses implications, tout en mentionnant ses travaux à Koschise.
Howard Buten est, en 1990, l'invité du premier numéro papier de Papotin, qui deviendra également une émission, les Rencontres du Papotin. L'émission diffusée le 8 février 2025, avec Marion Cotillard comme invitée, lui est dédiée. 
Fin 2012, il cesse de se rendre à la clinique spécialisée pour jeunes autistes.
Howard Buten meurt à l'âge de 74 ans le 3 janvier 2025 à Plomodiern (Finistère).

## Œuvres
- 1981 : Quand j'avais cinq ans je m'ai tué, Le Seuil, coll. « Points virgule »
- 1984 : Le Cœur sous le rouleau compresseur, Le Seuil, coll. « Points virgule »
- 1984 : Gymnopédie, avec les photographies de Gérard Marot, Poissy : imagine. -  (ISBN 9782903912031)
- 1987 : Monsieur Butterfly, Le Seuil, coll. « Points virgule »
- 1989 : Il faudra bien te couvrir..., Le Seuil
- 1991 : Histoire de Rofo, clown, Le Seuil, coll. « Points virgule »
- 1994 : C'était mieux avant, Le Seuil, coll. « Points virgule »
- 1995 : Ces enfants qui ne viennent pas d'une autre planète : les autistes, Gallimard, « coll. Giboulée »
- 2000 : Quand est-ce qu'on arrive?, Le Seuil, coll. « Points virgule »
- 2003 : Il y a quelqu'un là-dedans : des autismes, Éditions Odile Jacob
- 2005 : Buffo, préface Claude Duneton, Actes Sud